# Meints Mühle
Meints Mühle ist eine Windmühle in Tannenhausen, einem Ortsteil der ostfriesischen Kreisstadt Aurich (Landkreis Aurich, Niedersachsen). Mit einer Höhe von etwa 6,5 Metern gilt sie als der kleinste Erdholländer in Niedersachsen. Zum Ensemble gehört auch das benachbarte Packhaus.

## Baubeschreibung
Meints Mühle ist ein Erdholländer mit Steert und Krojrad (= Vorrichtung hinten an der Kappe, mit der die Mühle von Hand in den Wind gedreht wird) Die Flucht, also der Durchmesser der vier mit Segeltuch versehenen Gatterflügel beträgt etwa 12 Meter. Sie reichen bis fast auf den Boden. Die Mühle verfügt über einen Schrot- und ein Motormahlgang.

## Geschichte
Das Bauwerk stand ursprünglich in Endzetel (Buttforde), wo es 1867 erbaut und als Mahl- und Wasserschöpfmühle genutzt wurde. Im Jahre 1923 kaufte es der Müllermeister Heinrich Meints und ließ es im Ödland südlich des Großsteingrab in Tannenhausen aufstellen. Die Anlage konnte sowohl mit Wind als auch mit einem Elektromotor betrieben werden, der 1951 als Sekundärantrieb aufgestellt wurde und die Mühle unabhängig von Wind machte. Die Stilllegung des Mühlenbetriebes erfolgte um 1960.
Heute steht die Mühle inmitten eines Wohngebiets. In den 1990er Jahren war die Mühle stark verfallen. Aus dem seit 1977 bestehenden Verkehrsverein gründete sich daraufhin im Jahre 1991 der Mühlen-, Verkehrs- und Heimatverein, der sich den Wiederaufbau und Erhalt der Mühle Meints zum Ziel setzte. Der Verein restaurierte Mühle in den Jahren 1993/1994 (Nach anderen Quellen 1995 oder 1996) und erbaute das Packhaus neu. Die Mühle ist voll betriebsfähig und wird durch den Mühlen-, Verkehrs- und Heimatverein Tannenhausen als Museumsmühle betrieben.